# Mauritslaan (Geleen)
De Mauritslaan is een straat in de Nederlandse stad Geleen, nu een deel van de gemeente Sittard-Geleen.
Deze straat loopt vanaf de Rijksweg Centrum naar het kruispunt met de Groenseijkerstraat en de Molenstraat en maakt vervolgens op dat punt een haakse bocht richting Julianatunnel. Behalve deze beide zijstraten zijn er nog de Graaf Huijnlaan, de Prins de Lignestraat, Bernhardstraat, Julianastraat, Annastraat en Henri Hermanslaan.

## Historie
De naam Mauritslaan is in 1924 door B&W van Geleen voor deze straat gekozen naar aanleiding van de ontwikkelingen rond de bouw van de nieuwe Staatsmijn Maurits die gestart was in 1915. In feite is de straat een samenvoeging van twee veldwegen van vóór 1920. Het gedeelte van Rijksweg naar Groenseijkerstraat behoorde indertijd tot een weg die een verlengde was van de huidige straat Op de Vey, dit deel behoorde toen ook tot de Groenseijkerstraat (toen nog Groenseijkerweg genoemd). Het tweede gedeelte van de Groenseijkerstraat naar de tunnel is een oud gedeelte van de Giesekuilerweg, een oude verbindingsweg tussen de Dorpstraat in Krawinkel (nu Spoorstraat) naar de Oude Dorpstraat in Lutterade (nu ged. Tunnelstraat). De naam Giesekuilerweg is afgeleid van de oude veldnaam Giesekuil waar deze weg doorheen liep.
De bebouwing van de Mauritslaan heeft gelijke tred gehouden met de vordering van de mijn Maurits en is vooral vanaf het begin bestemd geweest voor woningen in het middensegment bestemd voor mijnbeambten, doktoren, onderwijzers enz. Het gedeelte van de Annastraat tot aan de Henri Hermanslaan heeft zich echter vanaf het begin aan beide zijden deels ontwikkeld tot winkelstraat en maakte deel uit van Geleen Centrum.
In 1925 werd aan de Mauritslaan een lager school geopend voor de alsmaar groeiende toestroom van Prot. Christelijke werknemers van elders die hun emplooi zochten bij de Staatsmijn Maurits. Deze school werd al spoedig uitgebreid met een middelbare school, de Maurits-Mulo. In 1939 werd tegenover deze school nog een andere school geopend, de R.K mulo St. Jan gebouwd op de hoek Bernhardstraat-Mauritslaan.
In 1931 werd op de hoek Mauritslaan-Prins de Lignestraat het nieuwe postkantoor met dienstwoning voor de directeur gerealiseerd naar een ontwerp van de Rijksgebouwendienst.

## Huidige straat
De huidige straat kent weinig verschillen met de originele straat, het is nog steeds een straat met bewoning door de middenklasse. De grootste veranderingen zijn dat het postkantoor is opgeheven en het gebouw nu is bestemd voor het Buro Pinkpop met het Pinkpopmuseum, de mulo St. Jan is gesloopt en vervangen door een appartementencomplex en de Maurits-mavo heeft een ander bestemming gekregen en is door een grote aanbouw aan de straatzijde niet meer in de originele vorm zichtbaar. Verder zijn er appartementencomplexen verschenen op de hoek Mauritslaan-Molenstraat en op de locatie tegenover de voormalige Maurits-mavo. Naast dit complex is een toegang gerealiseerd naar een parkeerplaats voor winkels aan de Annastraat. De winkelfunctie van het gedeelte tussen Annastraat-Henri Hermanslaan is nagenoeg geheel verdwenen. Het gedeelte met winkels en woningen gesitueerd aan de linkerzijde vóór de tunnel is gesloopt voor realisatie van de Westelijke Randweg. De woningen zijn vervangen door een appartementencomplex.
Bij de ingang van de Julianatunnel is sinds de aanleg van deze tunnel een rotonde aangelegd. Deze is in 2008 gemoderniseerd bij de opening van de Westelijke Randweg langs het spoor Maastricht-Sittard en welke werd aangelegd ter ontlasting van het centrum. Deze Randweg voorziet tevens in een aansluiting naar het centrum van Geleen via de Hellingstockstraat die aansluit op de rotonde. Op de rotonde is een kunstwerk geplaatst van de kunstenaar Louis Reijnen bestaande uit twee zuilen als zijnde de twee schachten van de mijn, met daarop een steen in de vorm van een eierkool geplaatst. De eierkool suggereert de opkomende zon als symbool van hoop en nieuw leven (na de sluiting van de Mijn Maurits). Het is een ode aan al die mijnwerkers die dagelijks langs dit punt en via de tunnel naar hun werk in de mijn gingen om daar te sjoefte (zwaar werk verrichten).

## Fotogalerij

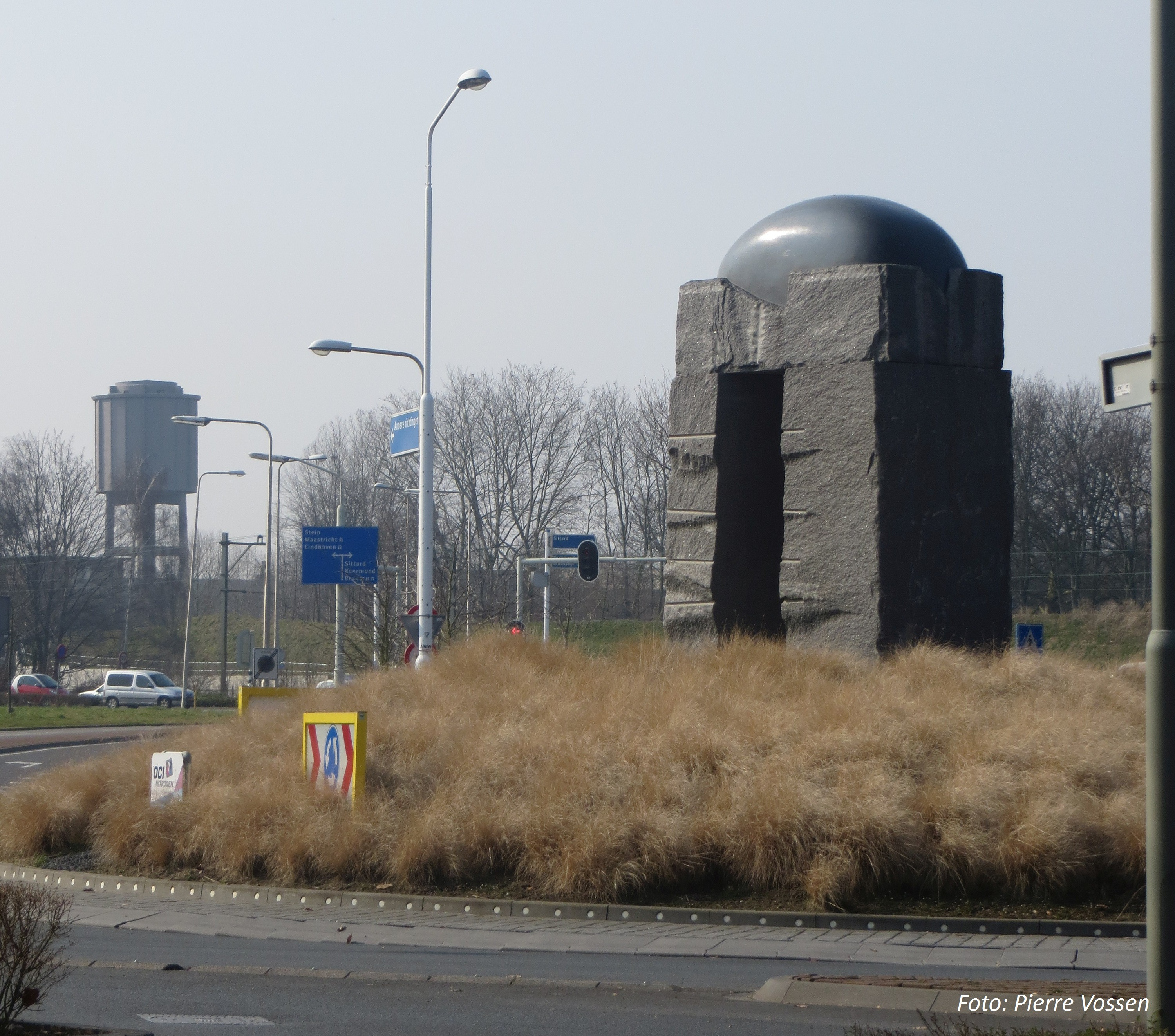
Monument ter ere van de mijnwerkers die dagelijks dit punt passeerden op weg naar de mijn.